# イサベラ (デンマーク王女)
イサベラ・ア・ダンマルク（Isabella af Danmark, 2007年4月21日 - ）は、デンマーク国王フレデリック10世と同妃メアリー王妃の第2子で長女。兄にクリスチャン皇太子、そして双子の弟妹、ヴィンセント王子、ヨセフィーネ王女がいる。王位継承順位は兄に次いで第2位。

## 略歴
2007年4月21日コペンハーゲン大学病院で誕生。マルグレーテ女王とヘンリック王配の4人目の孫になる。デンマーク王室での王女の誕生は1946年のアンネ＝マリー王女出生以来となった。同年7月17日にフレゼンスボー宮殿で洗礼式が執り行われ、名前はその日に発表された。ミドルネームのヘンリエッタは母方の祖母（スコットランド人）にちなむ。
デンマークの王位継承順位は誕生順で3位だが、スウェーデン王太子妃マルガレータの子孫のとして持つイギリス王位継承順位は男子優先のため、弟のあとになる。
2013年8月から兄のクリスチャンと同じゲントフテの公立小学校に通っている。

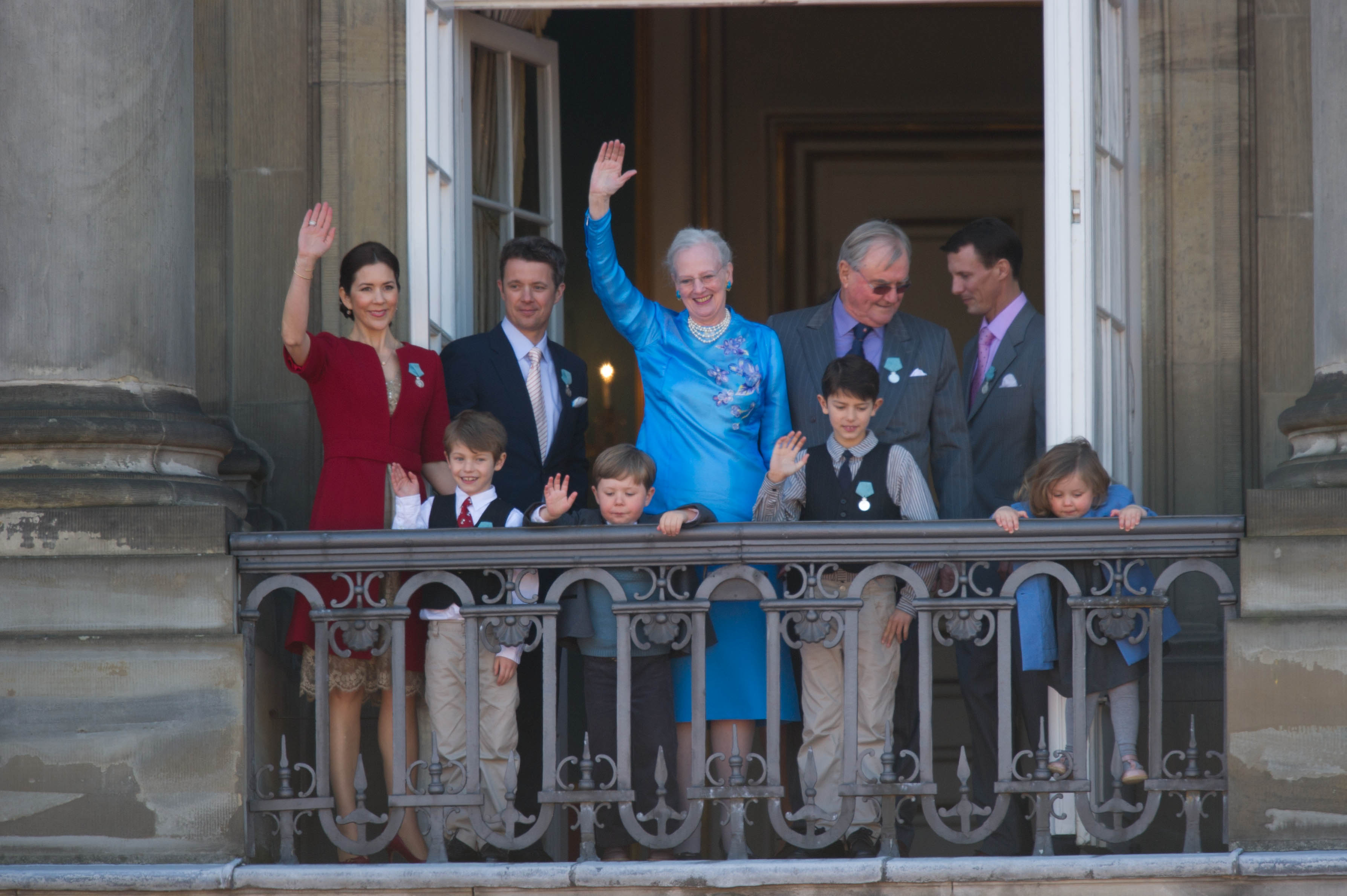
宮殿のバルコニーで。